# آزادماهی دودی

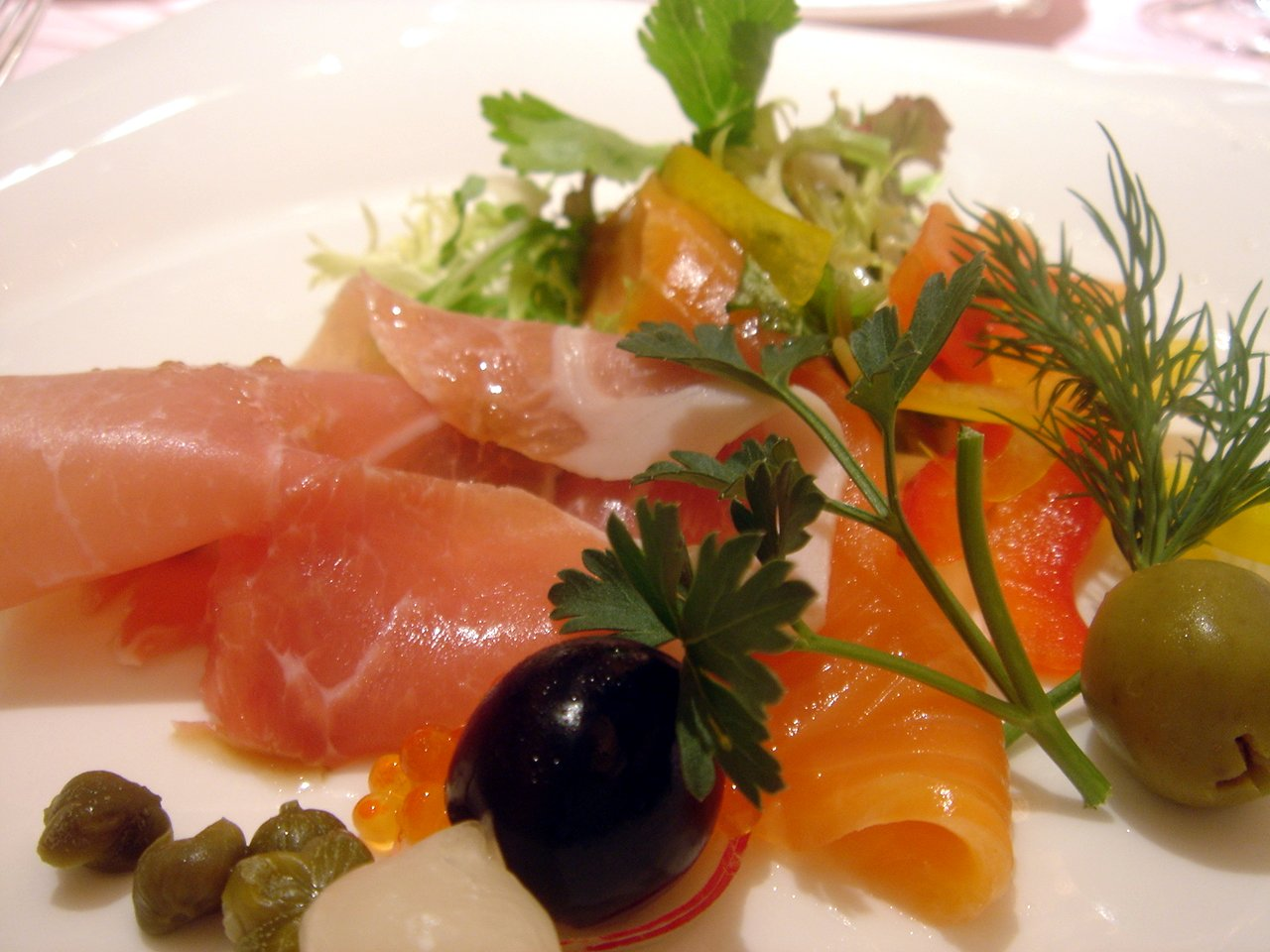
سالاد سالمون دودی

آزادماهی دودی یا آزادماهی دوداندود (به انگلیسی: smoked salmon) یکی از انواع  خوراک‌های دریایی است. روش تهیه به این صورت است که نخست ماهی سالمون در نمک خیسانده می‌شود و سپس به روش دودی کردن ماهی خشک می‌شود. برای نخستین بار آزادماهی دودی در سال ۱۹۶۱ میلادی توسط یک ژاپنی تولید شده‌است.